# Horst Sindermann
Horst Sindermann (ur. 5 września 1915 w Dreźnie, zm. 20 kwietnia 1990 w Berlinie) – niemiecki działacz komunistyczny, wicepremier (1971–1973), premier (1973–1976) i przewodniczący Izby Ludowej NRD (1976–1989).

## Życiorys
Urodził się w rodzinie działacza saksońskiej SPD Karla Sindermanna, brat Kurt Sindermann wykonywał w latach 1929–1933 mandat radnego landtagu w Dreźnie. Horst Sindermann wstąpił w 1929 do Komunistycznego Związku Młodzieży Niemiec (niem. Kommunistischer Jugendverband Deutschlands, KJVD). W 1933 został aresztowany i skazany na kilka miesięcy za udział w ruchu antynazistowskim. W 1935 oskarżony o zdradę ojczyzny i skazany na sześć lat więzienia, a następnie uwięziony w KL Sachsenhausen i Mauthausen. W 1946 przystąpił do SED. Pracował jako dziennikarz i redaktor naczelny drezdeńskiej "Sächsische Volkszeitung", chemnitzkiej "Volksstimme", następnie hallskiego pisma "Freiheit" (1950–1953).
W latach 1953–1963 zatrudniony w aparacie SED jako główny agitator partyjny, następnie był I sekretarzem powiatowej organizacji SED w Halle (1963–1971). Od 1971 do 1973 pełnił obowiązki wicepremiera NRD, a 3 października 1973 Izba Ludowa wybrała go nowym premierem, którym pozostał do 29 października 1976.
W latach 1963–1989 wykonywał mandat posła do Izby Ludowej. Po odejściu z funkcji prezesa rady ministrów został wybrany przewodniczącym Izby Ludowej NRD, którym pozostał do 1989, będąc formalnie trzecią osobą w państwie. Z racji sprawowanych funkcji był „skoszarowany” w partyjno-rządowych osiedlach kierownictwa NRD – początkowo wokół Majakowskiring w Berlinie-Pankow, następnie na Osiedlu Leśnym pod Bernau.
3 grudnia 1989 został wykluczony z SED i osadzony w areszcie, jednak nie wysunięto w stosunku do niego zarzutów. Zmarł na wiosnę 1990 nie doczekawszy zjednoczenia NRD z RFN.